# Арраська угода (1435)

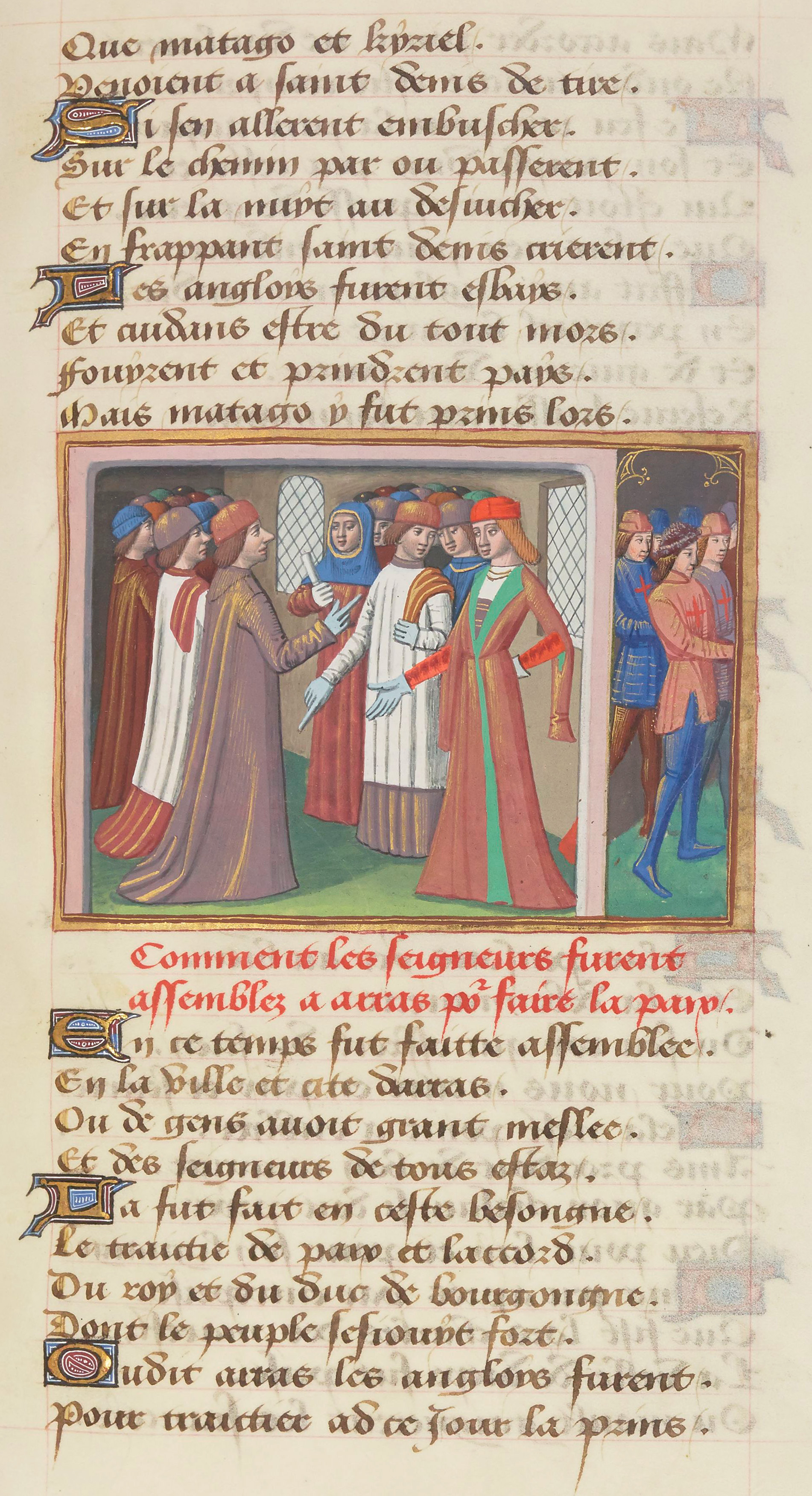
Ілюстрація XV століття з Vigiles de Charles VII із зображенням укладення Арраської угоди

Арраський договір — угода, укладена 20 вересня 1435 року, між королем Франції Карлом VII і Філіппом III Бургундським в ході Столітньої війни.

## Франко-бургундські відносини
З часу проголошення Карла VII королем у 1422 році, його прихильники не залишали спроб примиритися з герцогом Бургундським і припинити громадянську війну. Теща Карла Іоланда Арагонська не шкодувала зусиль для досягнення цієї мети, і в 1422—1425 роках за посередництва Амедея VIII Савойського і Жана V Бретонського провела кілька мирних конференцій, результатом яких було підписання перемир'я, яке продовжувалось декілька разів.
Успіхи Жанни д'Арк значно зміцнили позиції Карла, і французький двір зробив Філіпу нові мирні пропозиції, але завзятість Орлеанської Діви, не схильної до компромісів, яка прагнула до військового вирішення конфлікту, затягнуло війну ще на кілька років. Пожертвувавши Жанною, французи змогли повернутися до дипломатичного тиску на Бургундію. 22 липня 1430 року було укладено франко-австрійський договір, спрямований проти герцога Бургундського. 11 червня бургіньйони Луї де Шалона і савойські війська, які намагалися захопити Дофіне, були вщент розгромлені в битві біля Антоне, після чого французькі найманці Родріго де Вільяндрандо протягом чотирьох років безперешкодно грабували бургундські землі Шаролє і Маконне.
Ці події переконали герцога Бургундського в необхідності зближення з Карлом. Англійці намагалися зміцнити своє становище, організувавши 16 грудня 1431 року коронацію Генріха VI в Парижі, але Філіпп Добрий її проігнорував, натомість підписавши 13 грудня в Ліллі шестирічне загальне перемир'я з французами. Посередником на переговорах був папський легат, кардинал Санта-Кроче Ніколо Альбергаті, єпископ Болоньї.

## Англо-бургундські відносини
Згідно з угодою в Труа Філіпп III отримав значні території, і з тих пір зберігав вірність англійському союзу. Однак головним його мотивом була васальна присяга Ланкастеру і клятва помститися вбивцям батька, а прагнення зайняти таке ж становище при Генріху VI, яке Іоанн Безстрашний мав при Карлі Божевільному. Регент Франції Джон Бедфорд не дозволив цього, і між ним та Філіпом неодноразово виникали конфлікти. Якийсь час їх вдавалося залагоджувати завдяки Анні Бургундській, дружині регента і сестрі герцога Бургундського, але після її смерті в 1432 році відносини погіршувалися.
Французи в 1432—1433 роках зробили спроби дійти згоди з Англією, і герцог Бургундський розумів, що, залишившись осторонь від переговорів, може втратити свій вплив у Франції. В період панування при буржському дворі фаворита Жоржа де Ла Тремуя військові дії ледь не відновилися, але після того як Іоланда за допомогою конетабля де Рішмона повалила тимчасового правителя, переговори були продовжені.
Філіппа III, який прагнув чинити по лицарськи, бентежили юридичний і моральний сторони розриву з Англією, і тоді канцлер Бургундії Нікола Ролен нагадав йому, що, відповідно до положень Труаського договору, Генріх VI формально не мав прав на корону Франції.
Крім загрози з боку німецьких союзників Карла — імператора Сигізмунда і Фрідріха Австрійського — до союзу з Францією Філіпа спонукали і вимоги фламандських підданих, які страждали від втрати континентальних ринків. Існуючі раніше тісні торговельні зв'язки Нідерландів з Англією втратили своє значення, коли англійці налагодили власне ткацьке виробництво і фламандцям довелося почати імпортувати шерсть з Іспанії. Вони потребували миру з Францією для забезпечення безпечної торгівлі.

## Арраський конгрес
У 1434—1435 роках в Амі та Невері за посередництва короля Рене Доброго були проведені попередні переговори між Філіппом III і французькими представниками — Реньо Шартрським і коннетаблем Рішмоном. Було вирішено зібрати мирну конференцію в Аррасі. Аби зробити бургундців більш поступливими, Карл повів свої війська в наступ. 9 травня 1435 року Етьєн де Віньоль та Потон де Сентрайль розбили біля Жерберуа армію графа Арундела, а 1 червня Іоанн Дюнуа зайняв Сен-Дені, поблизу Парижу. Герцог Бургундський прибув до столиці, аби оцінити становище. Парижани залишалися вірні йому, але місто занепадало під владою англійців і жителі просили про укладення миру.
Філіпп направив до двору Генріха VI послання, в якому рекомендував припинити війну, яка вже не може принести перемоги, і сісти за стіл переговорів. Побоюючись сепаратного франко-бургундського договору, англійський уряд послав до Арраса своїх представників. Крім цього, на конференцію прибули посланці Рене Доброго, герцогів Орлеанського, Бретонського і Алансонського, а також депутації французьких міст і Паризького університету. Очолили конгрес, що відкрився 5 серпня 1435 року, папський представник кардинал Санта-Кроче і посланник ворожого Папі Базельського собору кардинал Кіпрський Гуго де Лузіньян .
Англійську делегацію очолював старий кардинал Генрі Бофорт, а до її складу входили Джон Кемп, архієпископ Йоркський, Вільям де Ла Поль, граф Саффолк і єпископ П'єр Кошон. Французькі представники Карл I де Бурбон, Реньо Шартрський і коннетабль зробили англійцям щедру пропозицію — володіти Нормандією (без Мон-Сен-Мішеля) і Гієнью як леном від французького короля. Кардинал Бофорт 23 серпня представив пропозиції, сформульовані герцогом Бедфордом, який лежав на передсмертному одрі в Руані. Англійці погоджувалися залишити за Карлом землі, якими він володів на той момент, за умови принесенню омажа королю Генріху. Ці пропозиції не враховували політичних змін останніх років, і перш за все, факту помазання короля в Реймсі, і не могли бути основою для переговорів.
25 серпня війська Ла Гіра і Сентро провели військову демонстрацію, форсувавши Сомму і рушивши на Аррас. На вимогу Філіппа Доброго їх марш був зупинений, але герцогу дали зрозуміти, що настав час робити вибір. 1 вересня він організував бенкет на честь короля Англії, і наприкінці застілля відкликав Бофорта в сторону і повідомив, що через непримиренну позицію Англії більше не може залишатися її союзником. 6 вересня англійці покинули конгрес, 14-го помер Джон Бедфорд.
Бургундці, французи і папський легат кілька ночей проводили таємні консультації, а 11 вересня відновили конгрес. 20 вересня договір був укладений і ннаступного дня ратифікований .

## Арраська угода
Карлу VII довелося піти на приниження і через свого представника просити у герцога вибачення за вбивство його батька, вчинене арманьяками. Король заявляв про свою невинність і обіцяв покарати вбивць. При цьому вирішили не згадувати, що ще раніше сам Іоанн Безстрашний організував вбивство Луї Орлеанського, і потім, цілком закономірно, був убитий в результаті звичайної феодальної вендети.
Французькому двору довелося піти на великі територіальні поступки. Герцогу Бургундському віддали графства Осер і Макон, шателенії Бар-сюр-Сен, Перон, Руа і Мондідьє, а також міста на Соммі, що займали стратегічне положення на кордоні французьких володінь і бургундського Артуа. За королем залишалося право викупу цих міст за 400 тисяч екю. Французи повинні були виплатити герцогу контрибуцію, для забезпечення якої йому передавалася Пікардія. Крім цього, Філіпп Добрий до кінця життя звільнявся від принесення омажу, що ставило його в привілейоване становище .

## Наслідки
Арраська угода завершила громадянську війну у Франції. Перехід герцога Бургундського до табору французького короля позбавив англійців останніх шансів на перемогу. Уже навесні 1436 року війська Карла VII за підтримки бургундців майже без опору опанували Парижем, після чого кілька років проводили наступальні операції в Іль-де-Франсі та Гієні. Англії довелося піти на переговори, що завершилися підписанням 1444 року Турського перемир'я.
Арраський договір став основою франко-бургундського союзу, який проіснував до кінця 1460-х років. У 1463 році Людовик XI викупив міста на Соммі, що викликало лють графа де Шароле, який не був таким розважливим як його батько, і той примкнув до Ліги суспільного блага. За умовами Конфланського миру 1465 року долина Сомма повернулася під владу Бургундії.
Арраський договір був підтверджений угодою в Перонні в 1468 році і припинив дію із загибеллю Бургундської держави після битви під Нансі.